# AW Весов
AW Весов (лат. AW Librae) — одиночная переменная звезда в созвездии Весов на расстоянии (вычисленном из значения параллакса) приблизительно 43029 световых лет (около 13193 парсеков) от Солнца. Видимая звёздная величина звезды — от +16,6m до +15,4m.

## Характеристики
AW Весов — пульсирующая переменная звезда типа RR Лиры (RRAB).